# Malaunay
Malaunay ist eine französische Gemeinde mit 6125 Einwohnern (Stand: 1. Januar 2022) im Département Seine-Maritime in der Region Normandie. Sie gehört zum Arrondissement Rouen und zum Kanton Notre-Dame-de-Bondeville. Die Einwohner werden Malaunaysiens genannt.

## Geographie
Sie liegt wenige Kilometer nordwestlich von Rouen, durch die Gemeinde fließt der Cailly. Umgeben wird Malaunay von den Nachbargemeinden Eslettes im Norden, Montville im Nordosten, Bosc-Gérard-Saint-Adrien im Osten, Houppeville im Südosten, Le Houlme im Süden, Saint-Jean-du-Cardonnay im Südwesten sowie Pissy-Pôville im Westen.

### Einwohnerentwicklung
| 1962 | 1968 | 1975 | 1982 | 1990 | 1999 | 2006 | 2011 |
| ---- | ---- | ---- | ---- | ---- | ---- | ---- | ---- |
| 3786 | 4230 | 4875 | 5065 | 5784 | 6022 | 5913 | 5959 |

## Verkehr

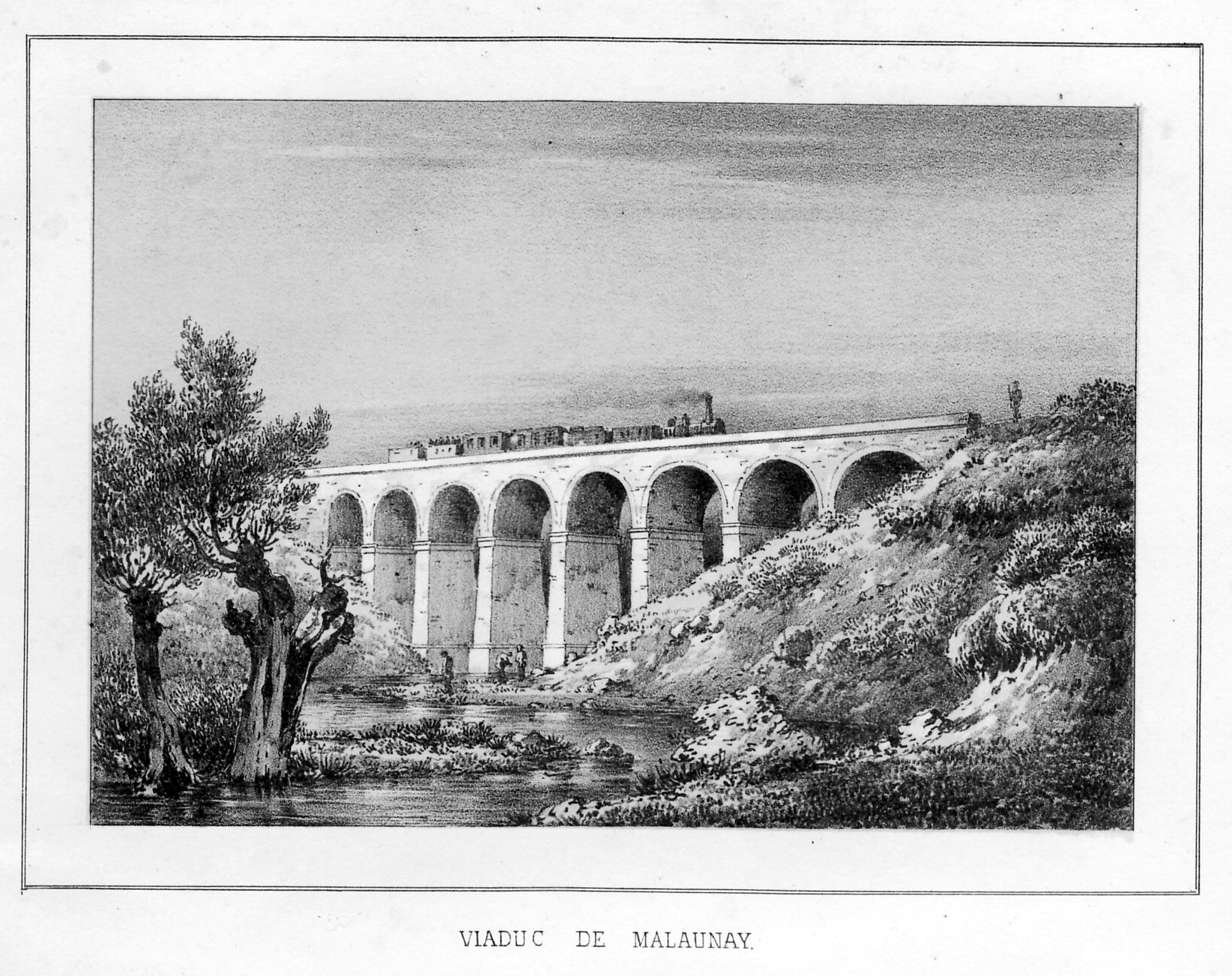
Eisenbahnviadukt Malaunay der Bahnstrecke Paris–Le Havre (ca. 1847)

Malaunay liegt an der Verzweigung der Bahnstrecke Paris–Le Havre (beginnend im Bahnhof Saint-Lazare) und der Strecke nach Dieppe. Der örtliche Bahnhof Malaunay – Le Houlme liegt auf dem Gebiet der Nachbargemeinde Le Houlme.
Die Autobahn A 151 von Rouen nach Dieppe verläuft am nordwestlichen Ortsrand und hat in der Nachbargemeinde Eslettes eine Abfahrt. Durch den Ort verlaufen außerdem die Départementsstraßen D121, D124, D155 und D927.

### In der Literatur
Der Roman "La Bete Humaine" ("Das Tier im Menschen") von Emile Zola, angesiedelt im Eisenbahner-Milieu um 1870, spielt teils im fiktiven Dorf La-Croix-de-Maufrage, "genau in der Mitte zwischen den Stationen Malaunay und Barentin gelegen, vier Kilometer von jeder Station entfernt".

## Gemeindepartnerschaften
- Sandy, Bedfordshire (England), Vereinigtes Königreich
- Amer, Katalonien, Spanien

## Sehenswürdigkeiten
- Kirche Saint-Nicolas aus dem 19. Jahrhundert
- Château (Domäne Loup)
- Ruinen des Château de Frevaux
- Eisenbahnviadukt